# Franz Keller (psychologue)
Pour les articles homonymes, voir Franz Keller.
Franz Keller, né en 1913 à Soleure et mort en 1991, est un psychologue, consulteur conjugal, journaliste et membre du Parti socialiste suisse.

## Biographie
Keller a étudié la psychologie, la philosophie et l'histoire littéraire à Zurich, Berne, Munich, Vienne et Paris. En 1938 il commence à travailler comme psychologue et graphologue à Ascona et Zurich. À l'époque des années 1950 il a passé plusieurs séjours en République démocratique allemande. Il était membre de l'automate, l'Association Suisse-Union soviétique, de l'Association Suisse-République Démocratique Allemande, du Mouvement suisse pour la paix et du Conseil mondial de la paix et publiait régulièrement des articles dans les revues Profil, Zeitdienst et Vorwärts.